# Пуц
Пуц (словен. Puc) — поселення в общині Костел, регіон Південно-Східна Словенія, Словенія. Висота над рівнем моря: 633,7 м.